# Кучера, Иржи
Иржи Кучера (чеш. Jiří Kučera; род. 28 марта 1966, Пльзень) — чехословацкий и чешский хоккейный центральный нападающий и тренер. Чемпион мира 1996 года.

## Биография
Иржи Кучера начал свою хоккейную карьеру в 1983 году, в родном городе Пльзень. Через два года он перешёл в команду «Дукла Йиглава». Провёл в армейском клубе 2 года и вернулся в родную «Шкоду». В 1990 году отправился за границу. Играл в Финляндии за «Таппару», потом в Швеции за «Лулео». В 1996 году, после победы в шведской лиге, вернулся в «Пльзень». Через год снова отправился за границу, на этот раз в Швейцарию, выступал за «Клотен». В 1998 году снова перешёл в «Лулео», где отыграл последние 3 сезона своей игровой карьеры.
С 1986 по 1997 год играл за сборную Чехии. В 1996 году завоевал золотую медаль чемпионата мира, еще 4 раза был бронзовым призёром мирового первенства.
После окончания игровой карьеры стал тренером. Работал в клубах «Пльзень», «Нитра», «Литвинов», «Градец-Кралове», «Литомержице», «Клатовы».
17 декабря 2015 года был принят в Зал славы чешского хоккея.

## Достижения
- Чемпион мира 1996
- Бронзовый призёр чемпионатов мира 1987, 1989, 1990, 1993
- Чемпион Швеции 1996
- Серебряный призёр чемпионата Европы среди юниоров 1984 и молодёжного чемпионата мира 1985

## Статистика
- Чемпионат Чехословакии (Чехии) — 296 игр, 197 очков (89+108)
- Сборная Чехословакии — 118 игр, 26 шайб
- Сборная Чехии — 73 игры, 20 шайб
- Чемпионат Швеции — 240 игр, 165 очков (69+96)
- Чемпионат Финляндии — 200 игр, 217 очков (94+123)
- Чемпионат Швейцарии — 45 игр, 33 очка (9+24)
- Всего за карьеру — 972 игры, 307 шайб